# Зеленополье (Луганская область)
Зеленополье (укр. Зеленопілля) — село, относится к бывшему  Свердловскому району Луганской области Украины.
Население по переписи 2001 года составляло 147 человек. Почтовый индекс — 94870. Телефонный код — 6434. Занимает площадь 15,073 км². Код КОАТУУ — 4424286604.

## Местный совет
94870,Луганська обл.,Свердловська міськрада, с. Новоборовиці, вул.Шевченка  (укр.)